# Cristo Coronado de Espinas (Heemskerck)

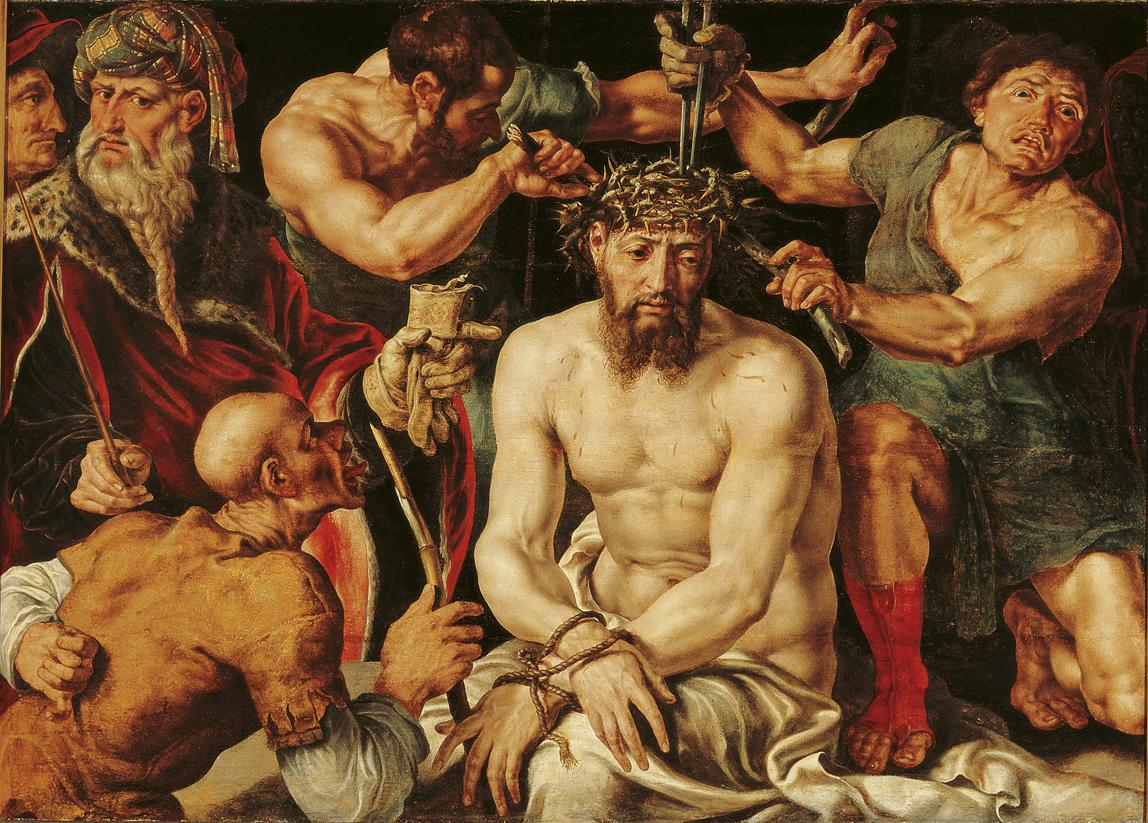
Cristo Coronado de Espinas

Cristo Coronado de Espinas es una pintura de 1550 realizada por el pintor holandés de la Edad de Oro, Maarten van Heemskerck. Actualmente se encuentra en la colección del Museo Frans Hals.

## Desarrollo
Dicho cuadro representa a Cristo antes de que los soldados se burlaran de la crucifixión, mientras le colocan la corona de espinas en su cabeza. Fue encargado por la Iglesia de Delft donde estuvo colgado hasta 1625, cuando fue retirado y colocado en el ayuntamiento por ser "demasiado católico". Fue vendido el 24 de abril de 1860 y comprado por el noble Jhr. Jan Six de Hillegom. A su vez, se lo dio al museo en 1871.
 

Otras versiones de Cristo coronado de espinas por Heemskerck son: 

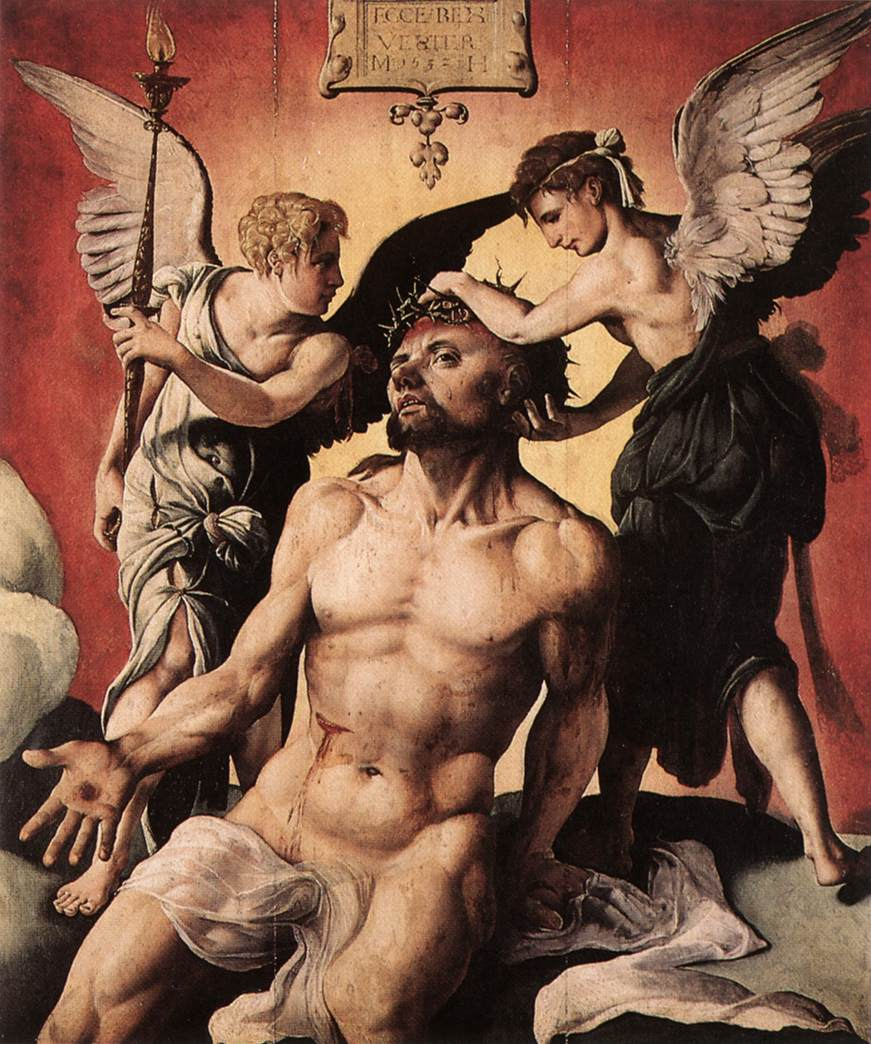
Hombre de sufrimientos
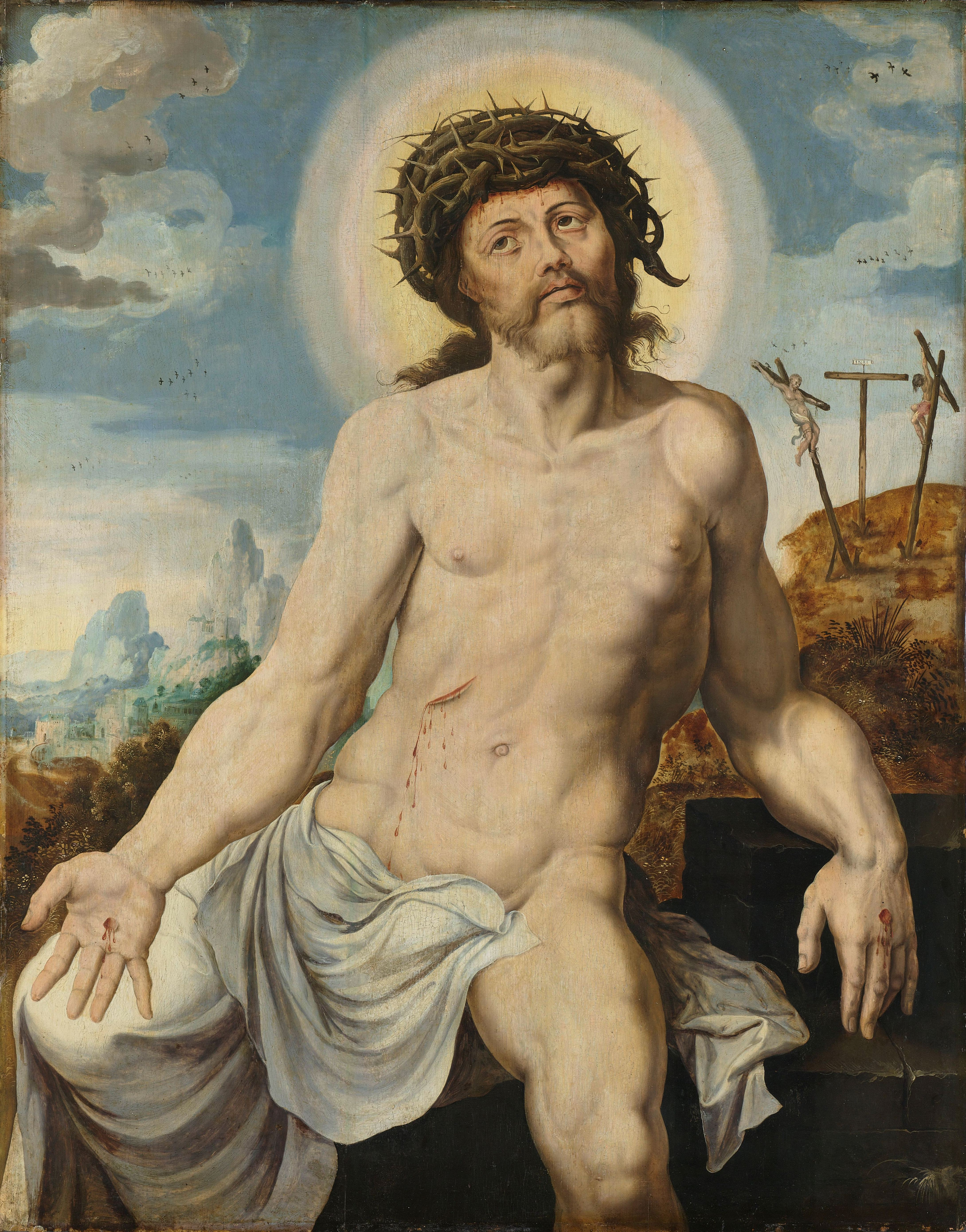
Cristo como hombre de dolores
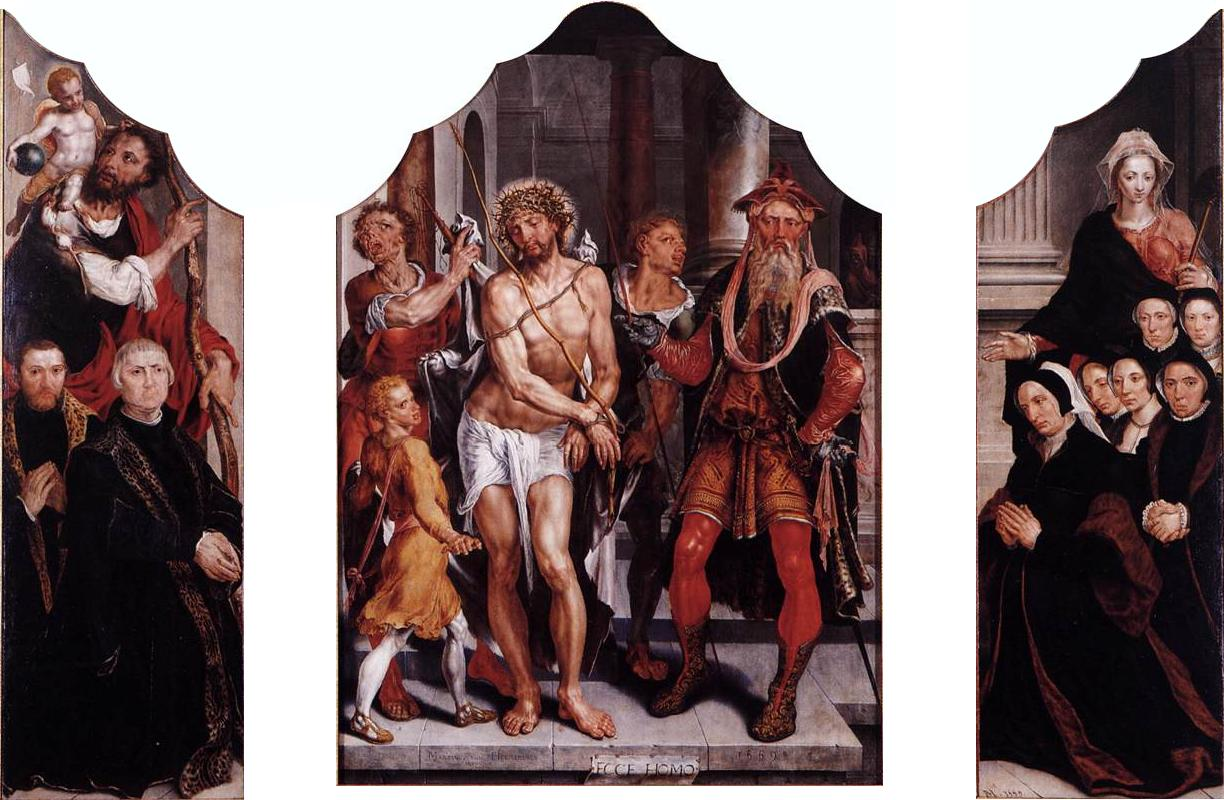
Tríptico Ecce Homo
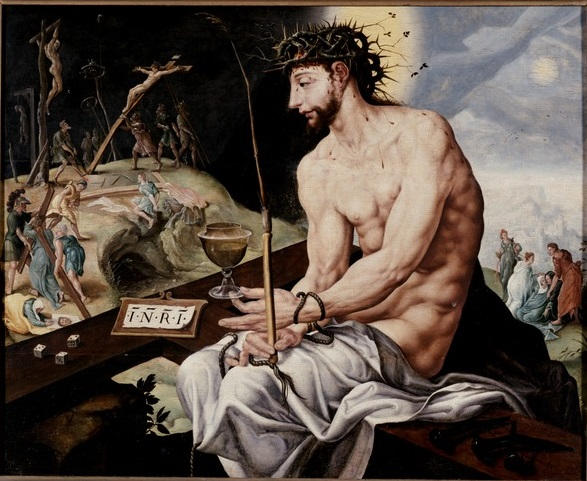
Cristo en agonía
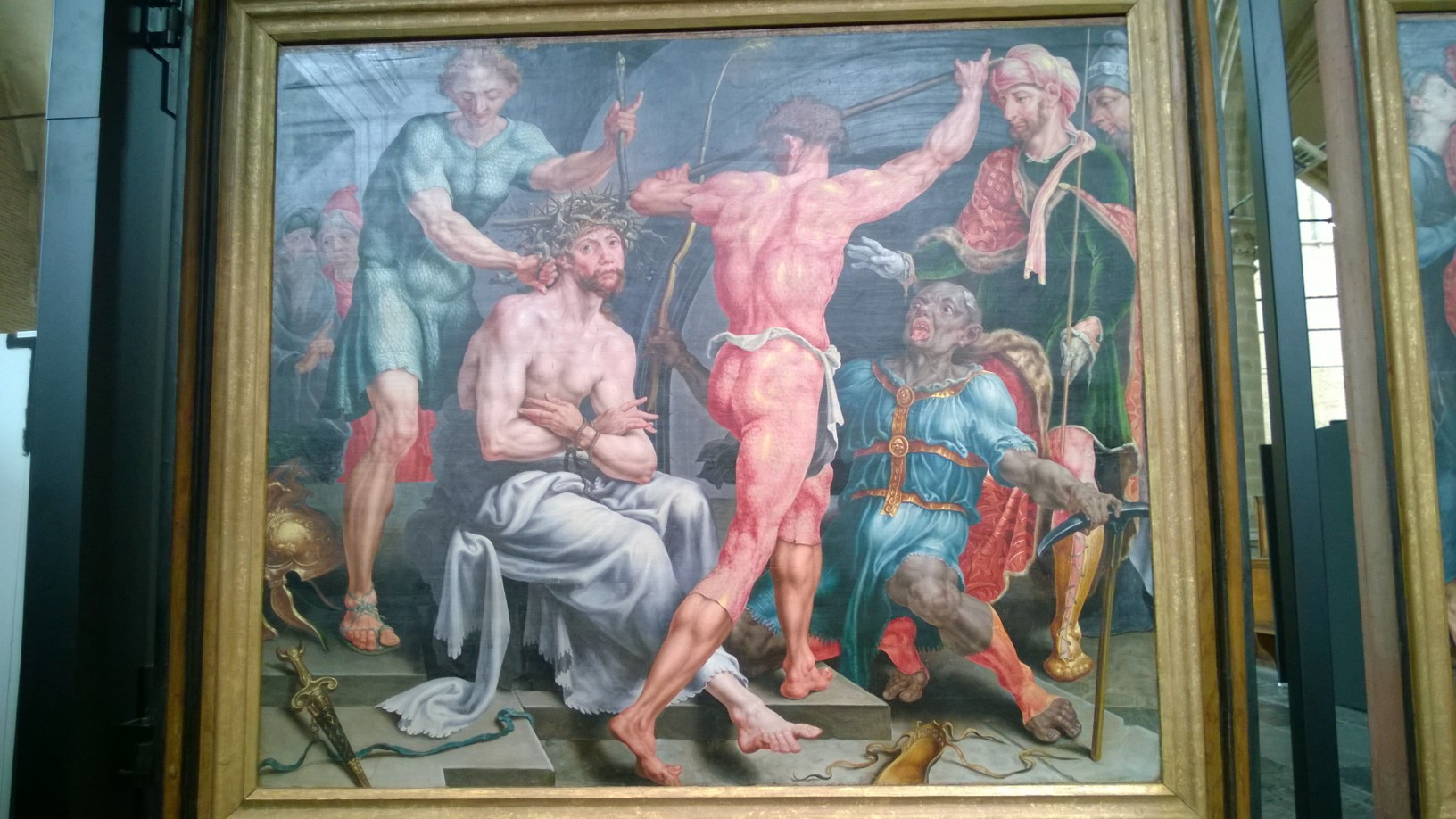
Parte del políptico Linkoping